# Silver Fist
Silver Fist ist eine spanische Power- und Thrash-Metal-Band aus Madrid, die im Jahr 2002 gegründet wurde.

## Geschichte
Die Band wurde gegen Ende 2002 von Sänger Silver Solorzano und Schlagzeuger Iván „Belial“ Manzano gegründet, nachdem sich ihre Band Muro aufgelöst hatte. Nachdem die Band die ersten Lieder entwickelt hatte, folgten die ersten Auftritte. Die Gruppe spielte dabei unter anderem als Eröffnungsband für Saratoga und Motörhead. Nachdem die Band einen Vertrag bei Avispa Records unterzeichnet hatte, folgten im Oktober 2003 die Aufnahmen zum Debütalbum Ave Fénix in den M-20 Studios. Veröffentlicht wurde das Album im April des Folgejahres. Das Album umfasste eine CD mit 11 eigenen Liedern, sowie eine zweite CD, auf der die Band Lieder von klassischen Metalbands wie Black Sabbath, Savatage oder Slayer coverten. Kurz danach traten Gitarrist Diego Lopez und Bassist Jose M. Pérez der Band bei. Im September 2004 nahm die Band das Lied Killer of Giants auf, das auf dem Ozzy-Osbourne-Tribute-Album Tribute to Madman enthalten war, das von Jorge Escobedo produziert wurde. Im Jahr 2005 trat die Band unter dem Namen The Mad One auf dem ViñaRock auf, wo sie mit anderen Musikern des Albums Lieder hiervon spielten. Im Jahr 2005 arbeitete die Band an ihrem zweiten Album und spielte weitere Konzerte zusammen mit Saratoga, Baron Rojo und Medina Azahara. Im Januar 2006 spielte die Band zusammen mit Saratoga in Madrid. Danach spielte die Band auf dem deutschen Keep It True sowie auf einigen weiteren Festivals. Im Juni und Juli nahm die Band außerdem das zweite Album Lágrimas de Sangre auf, das noch am 6. November veröffentlicht wurde. Das Album wurde wieder in den M-20 Studios aufgenommen und von David Martínez und Hadrien Fregnac produziert. Abgemischt wurde es von Fredrik Nordström und Hendrik Udd im Studio Fredman, ehe es von David Martínez gemastert wurde. Danach verließ Nacho Ruiz die Band und wurde durch Pablo Fernandez ersetzt. Im Jahr 2007 folgte eine Tour durch Spanien, wobei die Band auch auf diversen Festivals spielte. Außerdem spielte sie auf dem deutschen Headbangers Open Air. Im selben Jahr erschien mit Tears of Blood eine englische Version von Lágrimas de Sangre, wobei Lifeforce Records die Distribution übernahm.

## Stil
Die Band spielt eine Mischung aus Power- und Thrash-Metal, wobei auch teilweise Anleihen aus dem Progressive Metal hörbar sind.

## Diskografie
- 2003: Demo 2003 (Demo, Eigenveröffentlichung)
- 2004: Ave Fénix (Album, Avispa Records)
- 2006: Lágrimas de Sangre (Album, Avispa Records)
- 2007: Tears of Blood (Album, Avispa Records)
- 2008: Demo(n) MMVIII (Demo, Eigenveröffentlichung)
- 2008: Directo HMH Festival (DVD, Avispa Records)